# トマーシュ・ネツィド
トマーシュ・ネツィド（チェコ語: Tomáš Necid, 1989年8月13日 - ）は、チェコ・プラハ出身のサッカー選手。ADOデン・ハーグ所属。ポジションはFW。

## 経歴

### クラブ
2006年9月、所属していたSKスラヴィア・プラハでわずか17歳ながらも、トップチームデビューを飾った。2007-08シーズンの後半はFKヤブロネツ97にレンタル移籍。ネツィドの加入前は降格圏に沈んでいたチームを12位（16チーム中）へと導いた。
2008-09シーズンにスラヴィア・プラハに復帰するとスタメンの座をつかむと16試合で11得点を記録。これらの活躍からボルシア・ドルトムント、ACミラン、ユヴェントスFCなどのクラブも注目していたが、2009年1月にロシア・プレミアリーグの強豪PFC CSKAモスクワへ移籍。デビュー戦となった同年3月7日のロシア・スーパーカップ、FCルビン・カザンでは途中交代でピッチに立つと1-1の同点で迎えた113分に決勝点を決めタイトル獲得に貢献した。

### 代表
チェコU-17代表として挑んだUEFA U-17欧州選手権2006では5得点を挙げ得点王となり、準優勝の立役者となった。チェコU-19代表としては自国で開催されたUEFA U-19欧州選手権2008では4得点を挙げ、U-17に次ぐ得点王となり、チェコのベスト4進出に貢献した。
チェコ代表としては2008年11月19日に行われた2010 FIFAワールドカップ・ヨーロッパ予選のサンマリノ戦でデビューを果たし、この試合の88分に代表初得点を決めた。ネツィドは同予選で通算3得点を記録した。

## 獲得タイトル

### クラブ
SKスラヴィア・プラハ
- ガンブリヌス・リーガ : 2007-08
- MOLカップ : 2017-18

PFC CSKAモスクワ
- ロシア・プレミアリーグ : 2012-13
- ロシア・カップ : 2010-11, 2012-13
- ロシア・スーパーカップ : 2009, 2013

PECズヴォレ
- KNVBカップ : 2013-14

### 個人
- UEFA U-17欧州選手権得点王 : 2006
- UEFA U-19欧州選手権得点王 : 2008